# Rådhusparken, Jönköping
Rådhusparken, före 1913 Skolparken, är en park mellan Västra Storgatan, Kapellgatan, Skolgatan och Hamnplansgatan på Väster i Jönköping. Parken har sitt namn efter Jönköpings rådhus, som byggdes på 1860-talet som Jönköpings elementarläroverk och blev rådhus 1914.  Den utgör tillsammans med Braheparken och Hamnparken ett centralt parkstråk i Jönköping.
Rådhusparken ritades av Fredrik Wilhelm Scholander. Den började anläggas omkring 1871 som en del i den stadsförnyelse, som skedde när resterna av det tidigare Jönköpings slott jämnades med marken. Det frigjorda utrymmet utnyttjades för uppförande av offentliga byggnader under 1860-, 1870- och 1880-talen, som Jönköpings elementarläroverk, Länsresidenset och Riksbankshuset.
Centralt i parken uppfördes 1866 en springbrunn i gjutgods, som ritades av Fredrik Wilhelm Scholander och Wilhelm Hoffman. Fontänen tillverkades av Bolinders Mekaniska Verkstad i  Stockholm och visades först vid 1866 års allmänna industriutställning i Stockholm. Den skänktes till Jönköpings stad av Bolaget för reglering av brännvinsutskänkningen i Jönköping.
Omedelbart öster om Rådhusparken, där idag Hamnplansgatan går, låg tidigare ett förbindelsespår för Vaggerydsbanan (en sidolinje till tidigare Halmstad-Nässjö Järnvägar. Fram till 1971 gick godstrafik på detta spår mellan Jönköpings hamnstations bangård till Jönköpings centralstation över Västra Storgatan och genom Järnvägsparken (numera Hamnparken). Sådan trafik skedde i form av så kallad "växlingsrörelse", varvid en person med röd flagga gick till fots före loket.
Spåret gick snett genom Hamnparken och korsade Västra Storgatan vinkelrätt nära Vindbron. Hamnstationen lades ned i januari 1972, efter det att persontrafiken på Vaggerydsbanan lagts om till ett omledningsspår via en ny godsbangård på den tidigare Jönköpings flygplats i en båge söder om Munksjön och Rocksjön.

## Bildgalleri

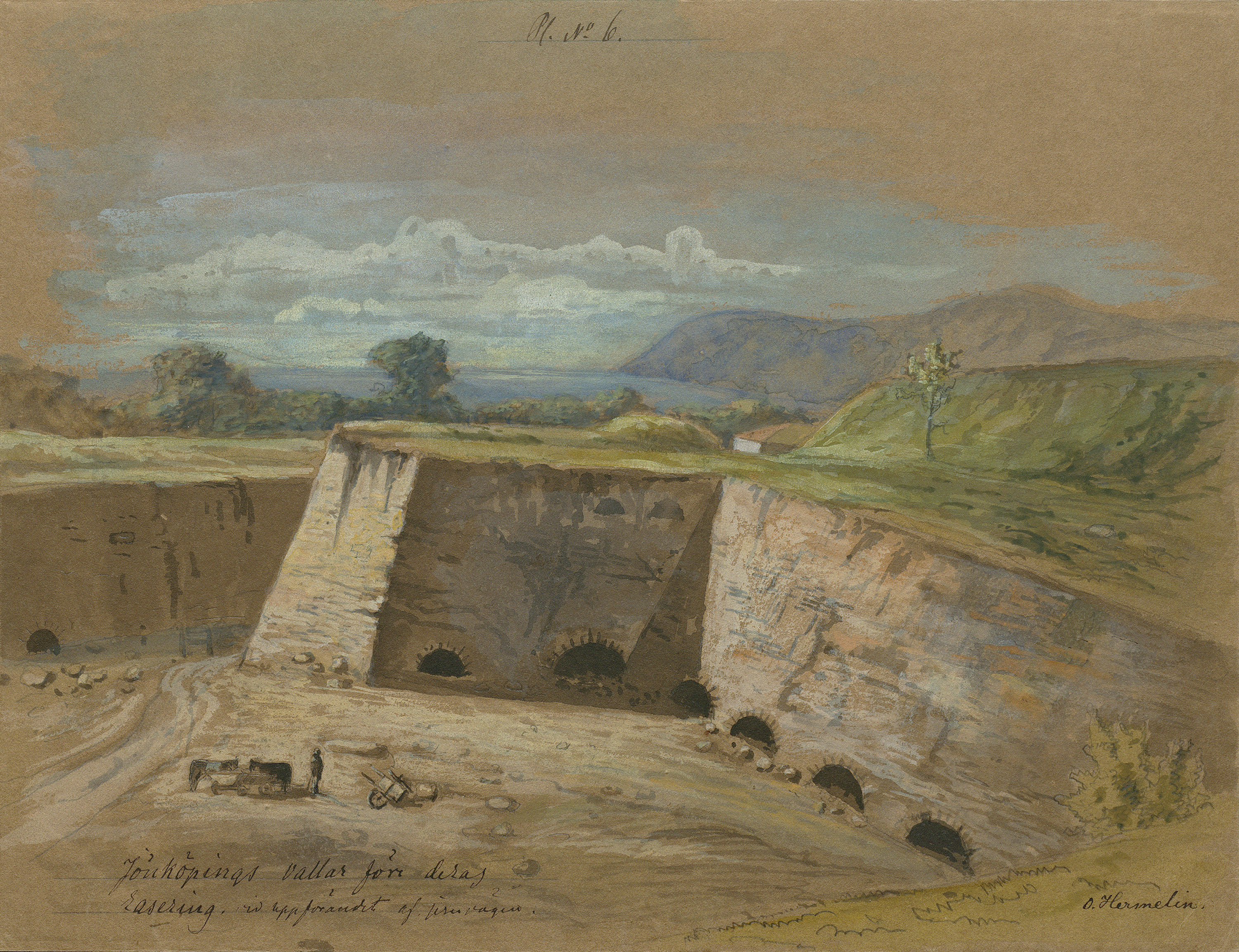
Jönköpings slott och fästningsverk, målning av Olof Hermelin, omkring 1870, före anläggandet av parken
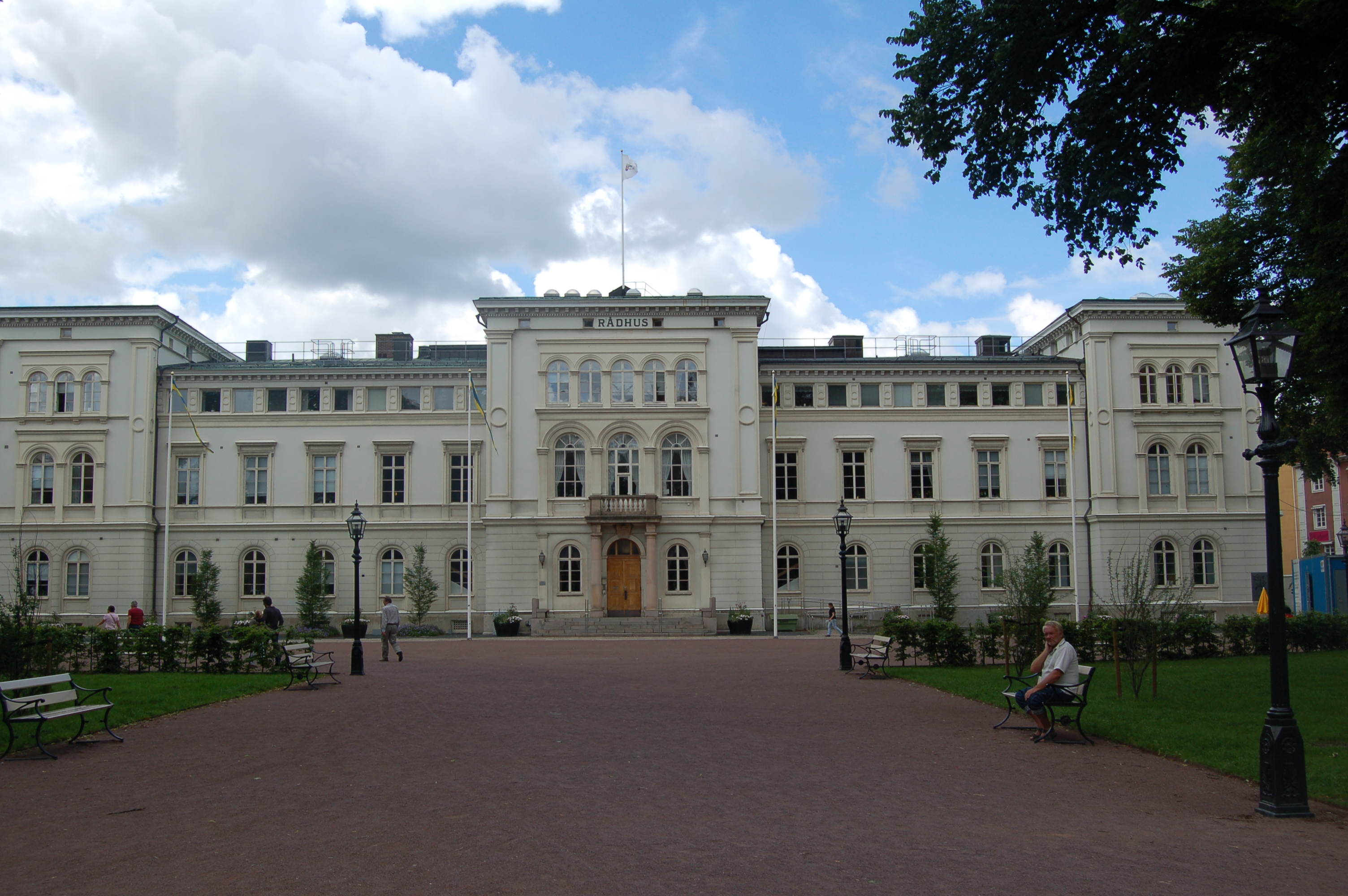
Jönköpings rådhus
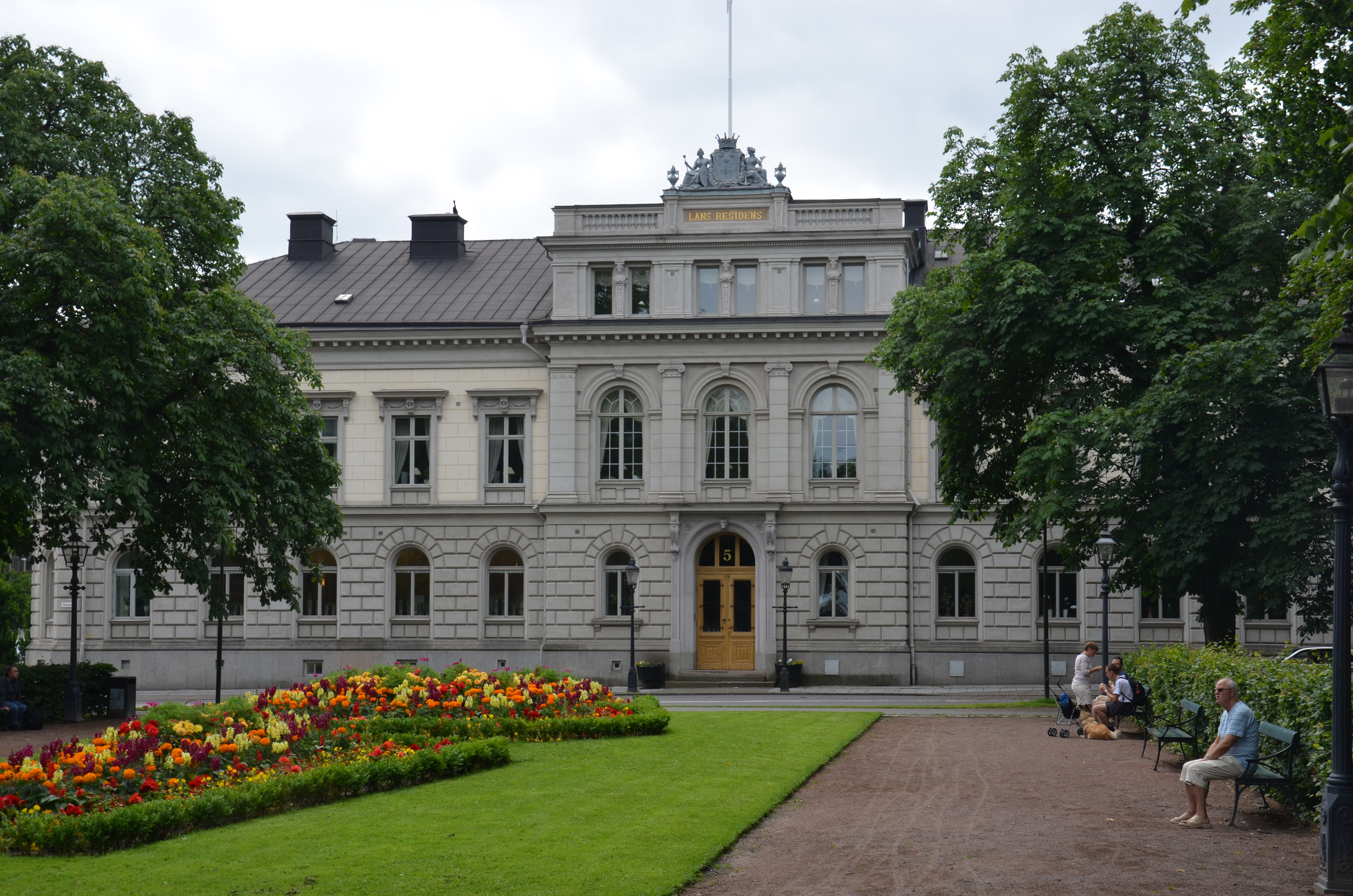
Länsresidenset i Jönköping
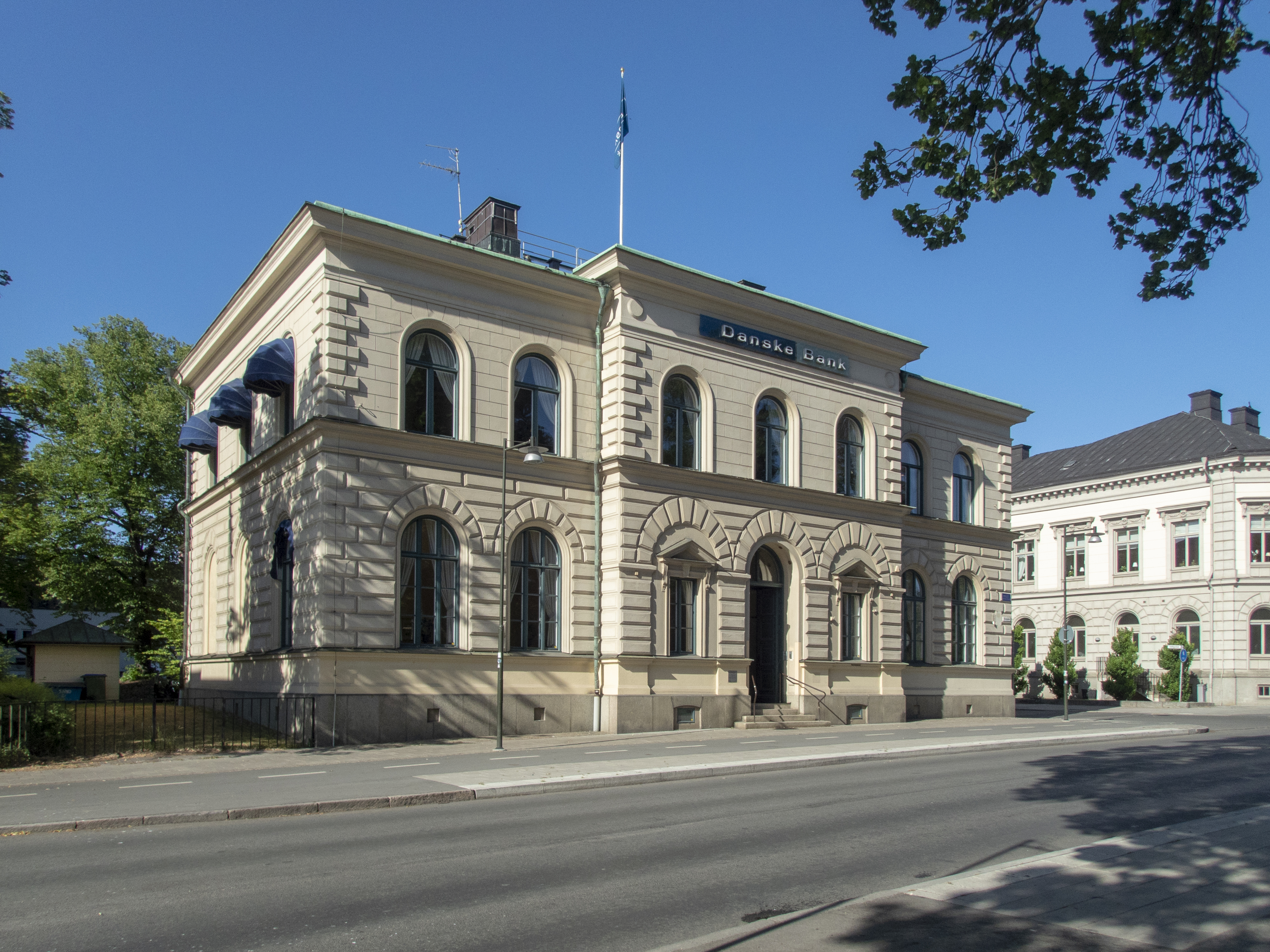
Gamla Riksbankshuset från 1888–1891, ritat av Magnus Isæus och Carl Sandahl
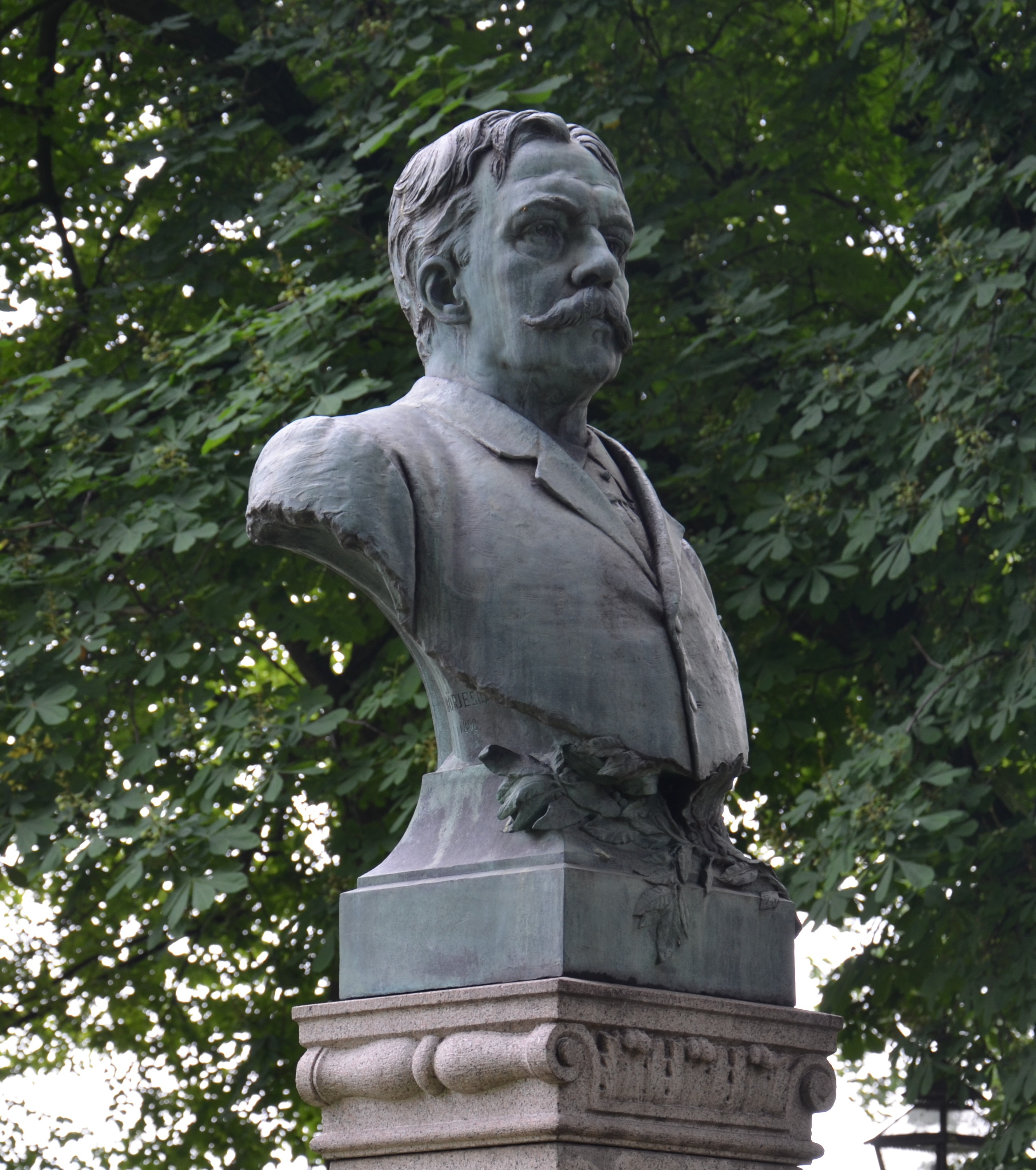
John Börjesons byst av Viktor Rydberg
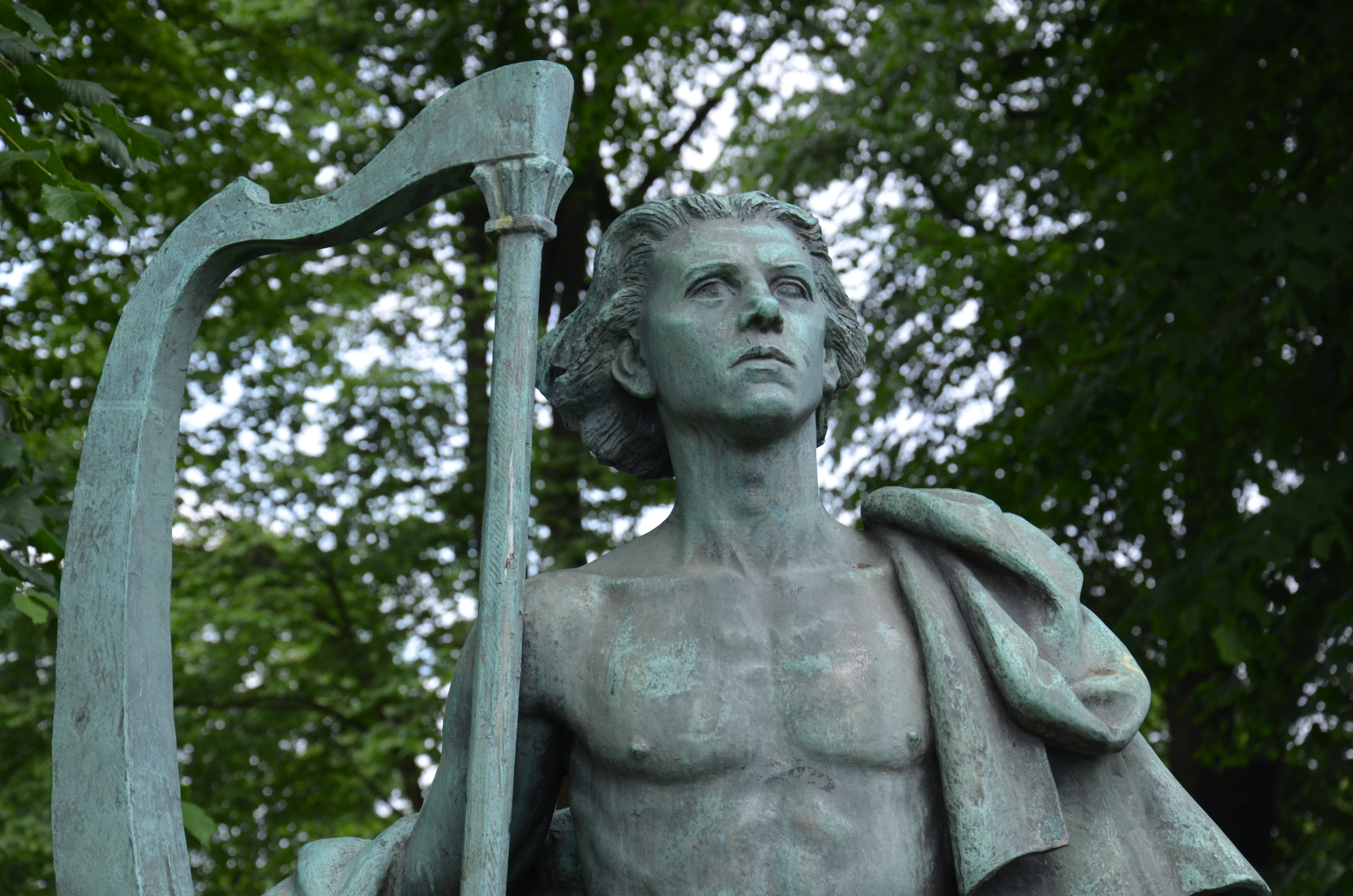
Stig Blombergs Harpolekaren och hans son, detalj
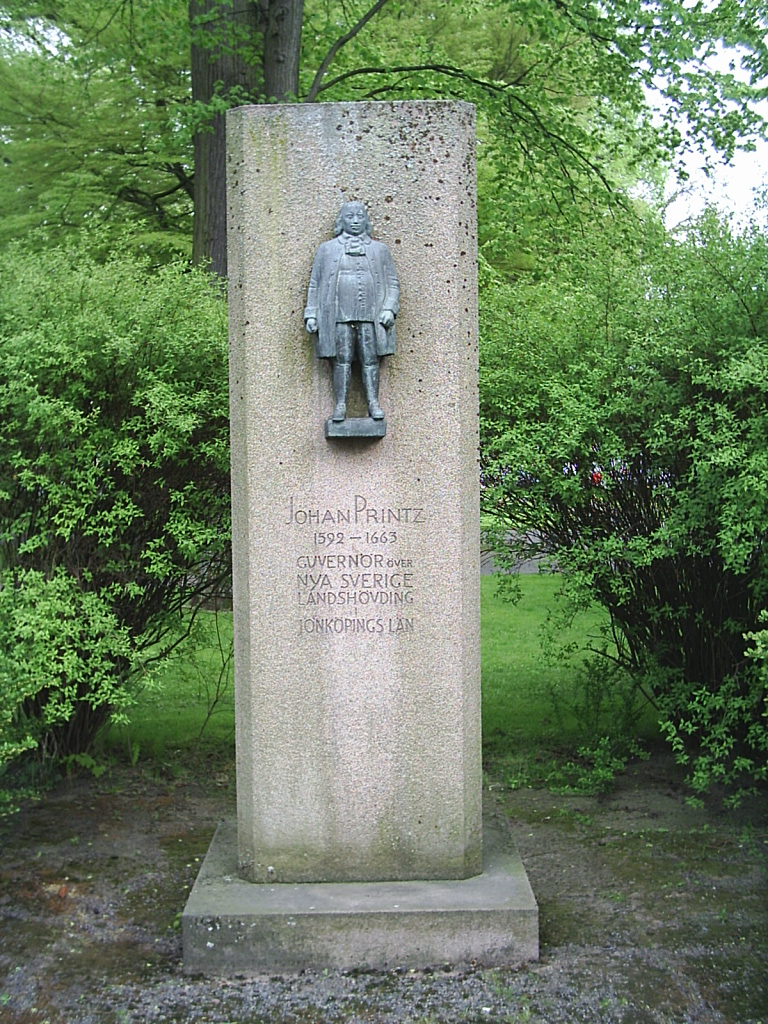
Axel Wallenbergs skulptur av Johan Printz